# Rashomon (film)
Rashomon este un film japonez din 1950, regizat de Akira Kurosawa.

## Aprecieri critice
Criticul român Călin Căliman includea Rashomon, alături de Cei șapte samurai, Tronul însângerat și Barbă Roșie, printre filmele care au înscris numele regizorului Akira Kurosawa în „fondul de aur al cinematografului mondial”.